# George William Wigner
Pour les articles homonymes, voir Wigner.
George William Wigner, né le 19 octobre 1842 à King's Lynn et mort le 17 octobre 1884 à Brockley, est un chimiste britannique.

## Biographie
Fils aîné de John Thomas Wigner (décédé en 1857), pasteur de l'église baptiste de King's Lynn, il étudie à la Lynn grammar school. À l'âge de dix-sept ans, il devient employé d'une société de banque privée à Londres, poste qu'il occupe cinq ans mais consacre tous ses loisirs aux travaux scientifiques. Après l'avoir entendu donner une conférence scientifique, Frank Hills de Deptford lui offre un poste dans ses usines de chimie, où il reste quatre ans. Il dépose plusieurs brevets pour le traitement des eaux usées, ce qui conduit à un lien avec la Native Guano Company. En 1872, il se lance à son propre compte comme analyste à Great Tower Street. Il participe activement à la promotion de la loi sur la vente d'aliments et de drogues de 1875.
Un des membres fondateurs de la Society of Public Analysts en 1875, il en est secrétaire honoraire depuis le début jusqu'en 1883, date à laquelle il est élu président. Il édite le Proceedings en collaboration de John Muter ainsi que The Analyst, l'organe officiel de la société, depuis son origine en 1876 jusqu'à sa mort en 1884. En 1880, il reçoit un prix de cinq cents dollars par le National Board of Trade des États-Unis pour l'ébauche d'une loi visant à empêcher la falsification des aliments et des médicaments sans entraver inutilement le commerce, et un essai sur ce sujet. En 1884, il intervient comme juré à l'Exposition internationale de la santé organisée à South Kensington et travaille sur l'analyse de quelques centaines d'échantillons alimentaires exposés. Sa femme meurt en janvier 1884, et à partir de ce moment sa santé décline. Il meurt d'une sténose de l'œsophage le 17 octobre 1884, laissant un fils et une fille.

## Publications
On lui doit de nombreuses études sur les sucres présents dans les fruits ainsi que les ouvrages :
- 1868 : A.B.C. Sewage Process, avec William Cameron Sillar et Robert George Sillar
- 1878 : Seaside Water
- 1884 : Pure milk: a lecture delivered in the lecture room of the exhibition